# ايوانيس ماسمانيديس
ايوانيس ماسمانيديس (بالألمانية: Ioannis Masmanidis)‏ (9 مارس 1983 بليفركوزن في ألمانيا - ) هو لاعب كرة قدم ألماني في مركز الوسط. شارك مع منتخب ألمانيا تحت 19 سنة لكرة القدم ومنتخب ألمانيا تحت 20 سنة لكرة القدم ومنتخب ألمانيا تحت 21 سنة لكرة القدم. أما مع النوادي، فقد لعب مع أبولون ليماسول وأرمينيا بيليفيلد وأنورثوسيس فاماغوستا وإثنيكوس وباير 04 ليفركوزن وفيهين فيسبادن ونادي فولفسبورغ ونادي كارلسروه ونادي نورنبرغ ونادي يوبين وArminia Bielefeld II ‏ ونادي سي إس فيزيه.

## وصلات خارجية
- ايوانيس ماسمانيديس على موقع قاعدة بيانات كرة القدم.إي يو (الإنجليزية)
- ايوانيس ماسمانيديس على موقع بيانات كرة القدم. دي إي (الألمانية)
- ايوانيس ماسمانيديس على موقع عالم كرة القدم.نت (الإنجليزية)